# Sacramenti gnostici
Ogni setta gnostica predicava una propria variante del credo gnostico e quindi praticava un proprio culto. Alcune sette respingevano completamente i sacramenti, mentre altre accettavano quali strumenti di conoscenza solo il battesimo e l'Eucaristia, affiancandoli ad altri riti che, per mezzo di inni e formule magiche, dovevano propiziare l'ascesa al regno spirituale del principio divino imprigionato nel corpo materiale.

## Battesimo
Tutte le sette gnostiche praticarono in qualche sua variante questo rito; nei mandei il battesimo quotidiano è una delle grandi pratiche del sistema. Le formule usate dagli gnostici cristiani erano molto diverse da quelle usate dai cattolici. I marcosiani dicevano: "Nel [eis] nome del Padre sconosciuto di tutti, nel nome [eis] della Verità, Madre di tutti, nel nome di colui, che venne in Gesù [eis ton katelthonta eis Iesoun]". Gli elcesaiti dicevano: "Nel [en] nome del grande ed altissimo Dio e nel nome di suo Figlio, il grande Re". Tali formule, e molte altre, talvolta venivano pronunciate in ebraico, talvolta in aramaico.

## Confermazione
L'unzione del candidato con il crisma, o unguento profumato, è un rito gnostico che oscura persino l'importanza del battesimo. Negli "Acta Thomae", aveva sostituito completamente il battesimo, ed era il solo sacramento di iniziazione ammesso. I Marcosiani andarono oltre, rifiutando il battesimo cristiano e sostituendolo con una mistura di olio ed acqua che versavano sulla testa del candidato. Con la confermazione, gli gnostici non intendevano tanto imporre lo Spirito Santo, quanto proteggere i candidati dagli attacchi degli arconti, o scacciarli grazie all'odore dolce che sovrastava tutto (tes uter ta hola euodias). Il balsamo, si credeva, che fosse in qualche modo fluito dall'Albero della Vita, e questo albero era misticamente legato alla Croce, per questo negli "Acta Thomae" il crisma viene chiamato "il mistero ignoto nel quale la Croce ci è mostrata."

## Eucaristia
In un certo numero di passi si trovano riferimenti alla rottura del pane, ma non è facile determinare in cosa consisteva. L'uso di sale in questo rito sembra essere stato importante (Clem., Hom. XIV), a tal proposito si legge chiaramente come San Pietro spezzò il pane dell'Eucaristia e "mettendovi sopra del sale, lo diede prima alla madre e poi a noi". C'è, inoltre, una grande probabilità, sebbene nessuna certezza, che l'Eucaristia descritta negli "Acta Thomae" consistesse soltanto nella rottura del pane senza l'uso del calice. Questo punto è, comunque, molto controverso. Non ci sono dubbi che spesso gli gnostici sostituivano l'acqua con il vino (Acta Thomae, Battesimo di Mygdonia, capitolo. CXXI), ma non sappiamo quale formula di consacrazione fosse usata, anche se è probabile che il pane venisse segnato con la Croce. Nei Libri copti (Pistis Sophia, 142; II Jeû, 45-47) si trova una lunga descrizione di alcune cerimonie apparentemente Eucaristiche officiate da Gesù stesso. In queste vengono usati fuoco ed incenso, due fiasche e due calici, uno con acqua l'altro con vino, e tralci di vite. Cristo, inoltre, corona gli Apostoli con ghirlande di ulivo, implora Melchisedech di venire e cambiare il vino in acqua per il battesimo e mette erbe nella bocca e nelle mani degli Apostoli. Fino a che punto queste azioni riflettano il rituale gnostico, o siano solamente immaginate dell'autore, non può essere stabilito.

## Nymphôn
Il nymphon era uno speciale sacramento gnostico nel quale, attraverso delle azioni simboliche, le loro anime venivano sposate ai loro angeli nel Pleroma. I dettagli di questi riti sono ancora sconosciuti. Tertulliano, senza dubbio, vi alluse nelle parole "Eleusinia fecerunt lenocinia".

## Vocali Magiche
Veniva tributata una prominenza straordinaria all'espressione delle vocali: alfa, epsilon, eta, iota, omicron, ipsilon, omega. Gli gnostici credevano che il Salvatore ed i suoi discepoli, nel mezzo delle loro frasi, prorompessero in un farfugliamento interminabile di sole vocali; ci sono pervenuti incantesimi magici formati solo di vocali; le sette vocali, ripetute con tutti i generi di artifici, formavano un'iscrizione molto comune sugli amuleti. Secondo studi fatti da Ruelle, Poirée, e Leclercq, ogni vocale rappresenta uno dei sette pianeti, o arconti; i sette, insieme, rappresentano l'Universo, ma senza consonanti rappresentano l'Ideale e l'Infinito non ancora imprigionato e limitato dalla materia.